# 행운호 침몰 사고
행운호 침몰 사고(幸運號沈沒事故)는 1953년 1월 25일 서천 앞바다에서 한국미곡창고주식회사(현 CJ대한통운) 소속의 행운호가 침몰한 사고이다. 이 사고로 100명이 넘는 사망자 또는 행방불명자가 발생하였다.

## 사고 경위
1월 9일 발생한 창경호 침몰 사고를 수습 중이던 1월 25일, 전북 칠산과 전북 군산 사이를 운행하는 한국미곡창고 군산지점 소속의 행운호(또는 행운환호)가 오후 1시 전복승당을 출발한 2시간 만에 서천 앞바다에서 침수되었고, 해안에 배를 대고 상륙하려던 중에 배가 침몰하였다. 행운호의 정원은 75명이었으나, 160 ~ 170명을 태웠다고 보도되었다. 정원이 90명인데 2백여 명을 태웠다고도 하였다.

## 구조 및 사고 수습
초기에는 110여 명이 구조되고 53명의 시신이 인양되었다고 보도되었으나, 후에 십여 명만이 구조되었다고 보도되었다.
선원은 구속되었고, 경영주, 시청사회계 직원을 포함하여 30여 명이 사고와 관련하여 구속되었다고 보도되었다.

## 원인 분석 및 논란
정원, 적재량 초과와 침수가 원인으로 지목되었다.
겨울방학이 끝나고 군산에 있는 학교에 복귀하는 학생들의 희생이 많았으며, 여학생들의 피해가 컸다고 보도되었다.